# Thelephora palmata
Thelephora palmata (Scop.) Fr., 1821 è un fungo appartenente alla famiglia Thelephoraceae. Cresce in autunno.

## Descrizione
Può raggiungere i 10 cm di altezza.

## Commestibilità
Non commestibile, con odore molto sgradevole e carne di consistenza legnosa.